# Recht der halben Hofstatt
Das Recht der halben Hofstatt bezieht sich auf die gemeinsame Benützung einer an oder auf der Grenze stehenden Gebäudemauer.
Durch das „Recht der halben Hofstatt“ soll die volle bauliche Ausnutzung des Bodens bis an die Grenze erreicht werden. Die im eng verbauten Gebiet meist vorgeschriebenen und entsprechend dicken (teuren) Brandwände (Mittelmauern, Scheidemauern) müssen somit nur einmal erstellt werden.

## Römisch-rechtliche Grundlagen
Das Recht, einen Balken in die Mauer des Nachbarn einfügen zu dürfen (servitus tigni immittendi) oder das eigene Gebäude auf bauliche Einrichtungen des Nachbarn zu stützen (servitus oneris ferendi) bestand bereits im Römischen Recht. Dieses Recht wurde auch Balkenrecht oder Tramrecht genannt. Es handelte sich im Römischen Recht dabei um Dienstbarkeiten (Servituten), die neben der üblichen Verpflichtung des Belasteten, die Handlungen des Berechtigten zu dulden und Widerhandlungen zu unterlassen, auch die positive (untergeordnete) Verpflichtung enthielt, die Stützmauer (Scheidemauer) zu Gunsten des berechtigten Nachbarn ordentlich zu erhalten. Seit Einführung des Schweizerischen Zivilgesetzbuches am 1. Januar 1912 ist die Errichtung eines Balkenrechts nicht mehr zulässig, da es gegen den sachenrechtlichen Numerus clausus verstößt und ohnehin im Widerspruch zu zwingenden bau- und feuerpolizeilichen Vorschriften stehen würde.

## Aktuelles Recht
Das Recht der halben Hofstatt ist z. B. noch in Art 101 Einführungsgesetz zum schweizerischen Zivilgesetzbuch (EGzZGB, St. Gallen) iVm Art 670 ZGB vorgesehen. Nach dieser Bestimmung kann derjenige, der ein Bauwerk zuerst errichtet (Ersterrichter), z. B. die Scheidemauer (Brandmauer) direkt auf die Grundstücksgrenze setzen. Der Nachbar hat für diese hälftige Nutzung seines Grundstücks keinen Entschädigungsanspruch. Er hat jedoch den Anspruch, wenn er selbst ein Gebäude errichtet, diese Scheidemauer als Stützmauer für seine Baute zu verwenden. Dem Ersterrichter hat er die Hälfte der Kosten für die Scheidemauer zu ersetzen. Die Nachbarn erhalten an der Scheidemauer Miteigentum zu gleichen Teilen.
Bevor die Scheidemauer vom zweitbauenden Nachbarn genutzt wird, hat der Ersterrichter daran das Alleineigentum, obwohl die Scheidemauer auf der Grundstücksgrenze steht und zum Teil in das Nachbargrundstück hineinragt. Das Akzessionsprinzip wird dadurch teilweise durchbrochen.